# Baiso
Ne doit pas être confondu avec Baiso (Fundong).
Baiso est une commune italienne d'environ 3 400 habitants située dans la province de Reggio d'Émilie dans la région Émilie-Romagne en Italie.

## Administration
| Période                                  | Période | Identité | Étiquette | Qualité |
| ---------------------------------------- | ------- | -------- | --------- | ------- |
|                                          |         |          |           |         |
| Les données manquantes sont à compléter. |         |          |           |         |

### Hameaux
Antignola, Borgo Visignolo, Ca' del Pino Basso, Ca' Dorio, Ca' Talami, Caliceto, Calita, Capagnano, Carano, Casale, Casella, Casino Levizzano, Casone Lucenta, Casone Marcuzzo, Cassinago, Castagneto, Castelvecchio, Corciolano, Debbia, Fontanella, Gambarelli, Gavia, Granata, Guilguella, Lugara, Lugo, Maestà, Magliatica Sopra, Montefaraone, Montipò, Muraglione, Osteria Vecchia, Paderna, Piola, Ponte Giorgella, Ponte Secchia, Riviera, Ronchi, San Cassiano Chiesa, San Romano Chiesa, Sasso Gattone, Teneggia, Torrazzo, Villa

### Communes limitrophes
Carpineti, Castellarano, Prignano sulla Secchia, Toano, Viano